# Amphiprion chagosensis
Amphiprion chagosensis és una espècie de peix de la família dels pomacèntrids i de l'ordre dels perciformes.

## Morfologia
- Els mascles poden assolir 11 cm de llargària total.[2][3]

## Hàbitat
Viu en zones de clima tropical (5°S - 7°S), associat als esculls de corall i a 10-25 m de fondària.

## Distribució geogràfica
Es troba a l'oceà Índic occidental: Chagos.